# COMAC C939
COMAC C939
- 用途：旅客機
- 分類：旅客機
- 製造者：

  -  中国商用飛機
  -  統一航空機製造会社(予定)
- 運用状況：開発予定
- 原型機：COMAC C929

COMAC C939とは、中華人民共和国の中国商用飛機(COMAC)とロシアの統一航空機製造会社(UAC)が共同で開発予定のC929の発展型となる390-400席のワイドボディ機である。主な競合機はボーイング777とボーイング747-8、エアバスA350-1000 XWB、A380-800である。